# Oestricher Kran

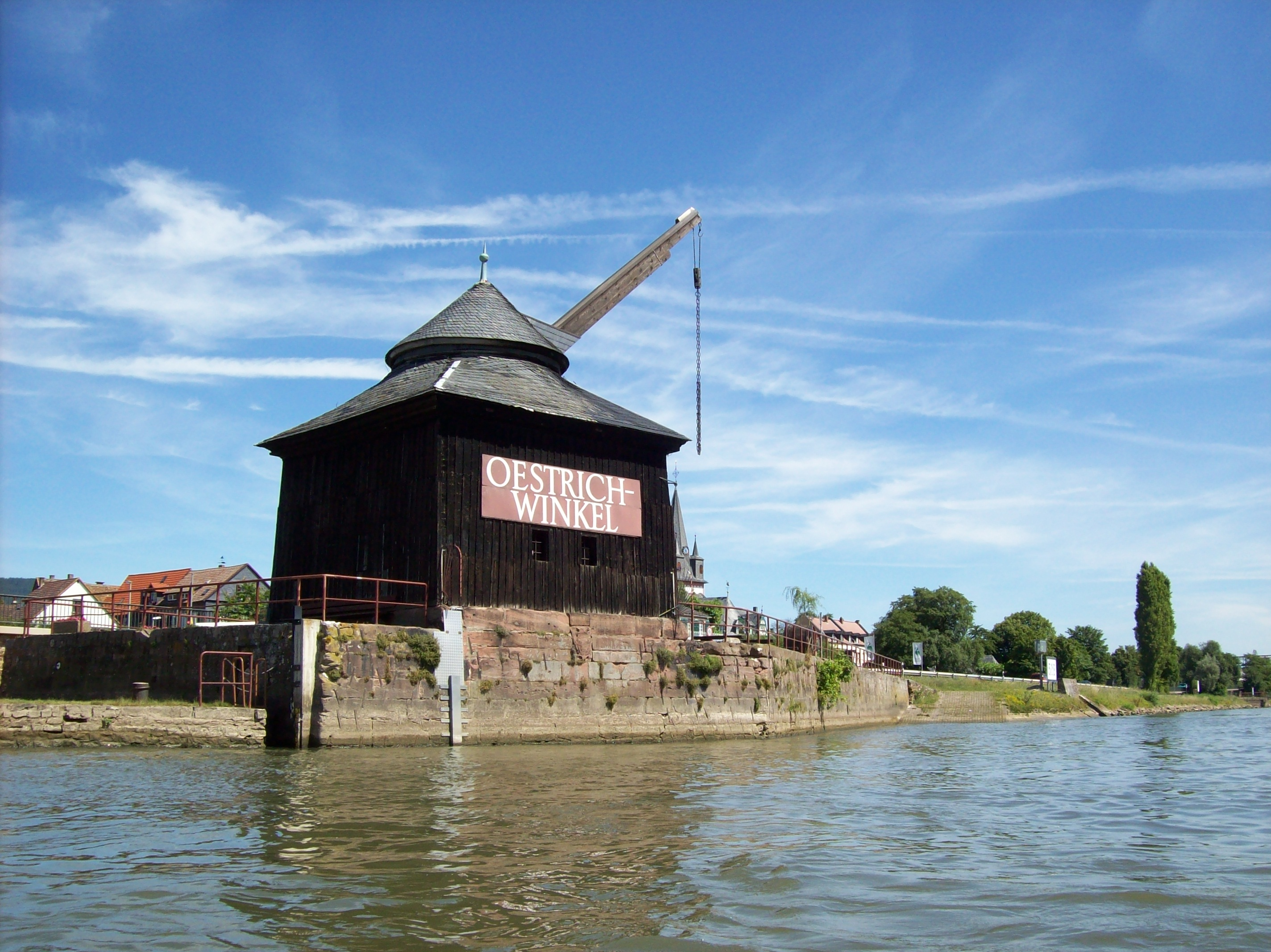
Oestricher Kran, Rheinseite mit Kaimauer und Ortsschild

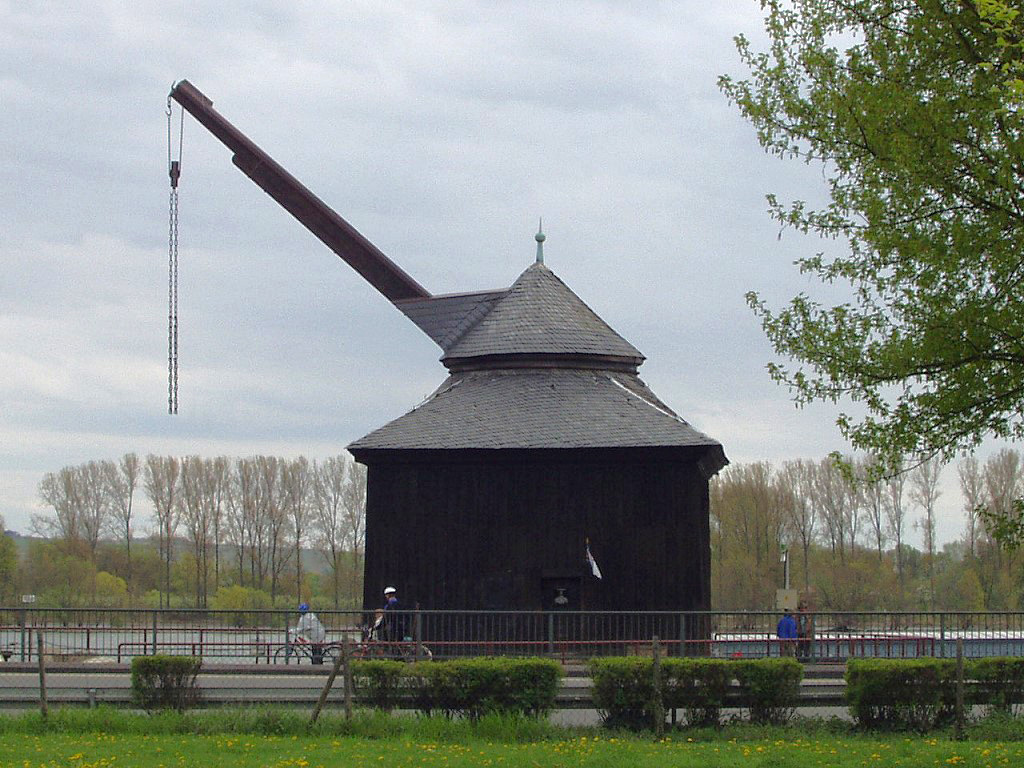
Oestricher Kran, Landseite mit Eingang

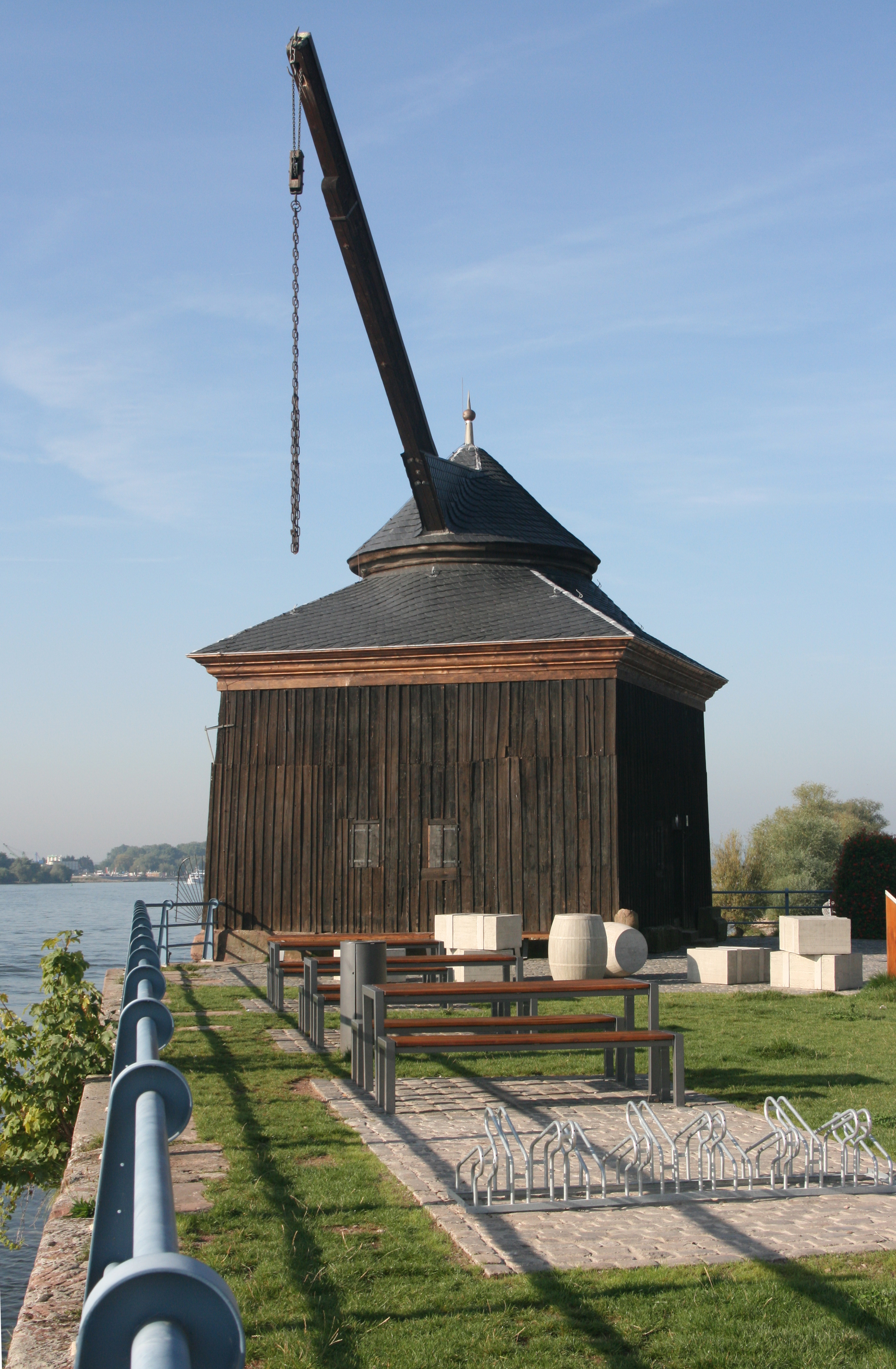
Oestricher Kran von Osten, 2011

Der Oestricher Kran, auch Alter Rheinkran und Weinverladekran genannt, ist ein barocker Hafenkran in Oestrich (Rheingau) in Hessen. Der Holzkran wurde vorwiegend zur Verladung von Weinfässern, aber auch von anderen Gütern wie Baumstämmen auf Rheinschiffe eingesetzt.

## Geschichte
Der Bau und Betrieb eines Krans war bis ins 19. Jahrhundert ein erzbischöfliches Privileg. Es sorgte dafür, dass nur wenige Städte im Rheingau und in anderen deutschen Gegenden das Recht hatten, eine solche Verladevorrichtung zu betreiben, so alle Orte mit Stapelrecht wie Köln, Trier, Würzburg, Andernach, Bingen am Rhein, Stade, Hamburg usw. Im Rheingau des 15. Jahrhunderts waren lediglich Eltville, Rüdesheim und Lorch mit diesem Privileg versehen. Der Oestricher Kran steht unmittelbar am Rhein bei Rheinkilometer 518,1, nahe der Bundesstraße 42.
Der Mainzer Erzbischof und Kurfürst Johann Friedrich Karl von Ostein, dessen Wappen in den rheinseitigen Sandsteinsockel eingemeißelt ist, genehmigte die Errichtung eines Landkrans in Oestrich als letzter Gemeinde im Rheingau, nachdem am 14. April 1744 der Landschreiber Heyntzmann der erzbischöflichen Hofkammer zu Mainz den schlechten Zustand des dortigen alten Schwimmkrans aus dem 16. Jahrhundert meldete. Er empfahl den Bau eines landgestützten Krans am Rheinufer, da ein Landkran sicherer (keine Schaukelbewegungen), weitgehend unabhängig vom Wasserstand und langlebiger als ein neuer Schwimmkran sei. Alle Kräne des Rheingaus und auch andernorts wie in Trier und Andernach waren zunächst Schwimmkräne aus Holz, die meist sehr reparaturanfällig infolge ständiger Aussetzung im Wasser und Eisgang im Winter waren. Ende April wurde mit dem Kranbau begonnen, dazu parallel mit der Aufführung des notwendigen Kais. Der Bau der Kaimauer und ihre über 1,50 m tiefen Fundamente wurden aus den übrigen Steinen des Mainzer Schlossneubaus ausgeführt, die noch fehlenden Quader anderweitig beigebracht. Die Maurerarbeiten leitet Maurermeister Schneller. Das Kranhaus (8 m Seitenlänge) errichtete der Oestricher Schreinermeister Josef Möhler aus massiven Eichenstämmen (Fachwerkkonstruktion), die mit Holzbrettern verschlagen wurden. Der Dachdeckermeister Weiß belegte den Kranausleger (Eichenholz) mit Bleiplatten und dichtete ihn mit Pech ab. Bereits am 4. August 1745 wurde der Kran nach 16 Monaten Bauzeit ab- und in Betrieb genommen, erst nach 181 Jahren stellte er 1926 seine Arbeit ein. Trotz der ungeheuren Summe von 6.000 Gulden war der Bau durch die gesteigerte wirtschaftliche Bedeutung und das gefahrlosere, angenehmere sowie schnellere Arbeiten gerechtfertigt. Er wurde hauptsächlich zum Verladen von Weinfässern (1780: 420 1.200-Liter-Fässer) und Baumstämmen eingesetzt, aber auch andere Güter wurden damit verladen.

## Funktionsweise
Der Oestricher Kran ist vom Typ her ein hölzerner, landgestützter Turm-Tretkran. Die Bezeichnung Landkran(en) oder Hauskran(en) unterscheidet ihn vom Schwimmkran oder Kranschiff. Das bretterverschalte, sich leicht nach oben verjüngende Kranhaus von 12 Metern Gesamthöhe aus einer Fachwerkkonstruktion steht auf einem Sandsteinquadersockel von 7,90 × 8,00 Meter. Rheinauf- und -abwärts sind je zwei Fenster in die Wände eingelassen, der Eingang befindet sich auf der Landseite. Das schiefergedeckte Dach ist in der Form eines Zeltdachstumpfes über profiliertem Holzgesims gefügt, über dem sich das Kegeldach mit dem herausragenden Ausleger dreht, bestehend aus dem 9 Meter langen Ober- und 8 Meter langen Unterbalken, durch Bleiplatten geschützt. Das Kegeldach mit Dachkugel und Spitze ist mit dem oberen Ende der zentralen, vertikalen Kransäule („Kaiserbaum“) fest verbunden. An ihr ist unterhalb der Tretradachse der horizontale Drehbalken fest montiert, mittels dessen zwei bis vier Kranknechte den Ausleger oder Kranschnabel mit der Last und dem gesamten Antrieb drehten. Die Krankette mit loser Rolle im Haken läuft, vorn am Auslegerende angeschlagen, das ca. 15 Meter über dem Boden liegt, über die feste Rolle in der geschützten Auslegerspitze über eine weitere Rolle am Auslegerende ins Kraninnere zur Kettenwinde, montiert auf der horizontalen Antriebsachse der beiden Lauf- oder Treträdern, am Kaiserbaum angeschlagen. Die Winde wurde von Kranenknechten (Radläufern, Windenknechten), meist zwei pro Rad, angetrieben. Nach der Überlieferung wurden hier Gefangene eingesetzt, sonst waren seit dem Mittelalter und auch später auf Baustellen und in Tretkränen gut bezahlte, professionelle Tretknechte im Akkord vor Ort, die in der Zunft der Aufläder organisiert waren. Bei besonders schweren Lasten (maximal 2,5 Tonnen) griffen zusätzliche Kranarbeiter in die Speichen der Antriebsräder. Eine Arretiervorrichtung für die Räder bei anhängender Last gab es nicht (erhöhte Unfallgefahr). Ein Kranmeister leitete den Kran und taxierte nach einer genauen Gebührenliste, geführt von einem Kranschreiber, die Verladung. Er befehligte die Arbeiter und zahlte auch den Akkordlohn der Kranarbeiter – sofern keine Gefangene – für ihre oft gefährliche Tätigkeit. Manche Steinkräne wie der nicht mehr vorhandene Düsseldorfer Rheinkran hatten eigens für den Kranmeister einen Anbau. Der Kran ist prinzipiell noch voll funktionstüchtig.

## Andere Tretkräne
Das Wahrzeichen der Stadt Oestrich-Winkel steht unter Denkmalschutz und ist heute der letzte historische Verladekran für Wein und andere Güter am rechten Rheinufer und neben dem Rheinkran in Bingen und dem Alten Krahnen (Steinkran, früher Haus- oder Rheinkran genannt) zu Andernach der letzte seiner Art am Rhein.
Weitere Tretkräne stehen in: Stade (Alter Salzkran), Lüneburg (Alter Kran), Trier (Alter Krahnen und Zollkran), Saarbrücken (Saarkran), Würzburg (Alter Kranen) und Marktbreit (Alter Kranen). Auch in Rostock steht am Warnowufer seit 1996 die Nachbildung eines runden hölzernen Hafenkrans aus dem 18. Jahrhundert.